# Pasticcio
Pasticcio – utwór muzyczny, stworzony przez kilku kompozytorów lub złożony z utworów zaczerpniętych z różnych wcześniej istniejących dzieł.
W XVII i XVIII wieku odmiana opery, polegająca na łączeniu odcinków muzycznych z różnych oper w jednym dziele o odrębnym libretto. Rozumiane może być jako dobieranie przez autora pasticcia, arii jednego bądź różnych autorów do nowej opery, ze względu na upodobania słuchaczy albo jako przemyślaną kompozycję, w której wykorzystuje się dzieła innych autorów.
Pasticcio był typową kompozycją z okresu baroku. Było to dzieło, które kompozytor tworzył, wykorzystując fragmenty utworów innych kompozytorów (za ich zgodą lub bez), często dodając własne oryginalne elementy. Fragmenty zapożyczone od innych można było w mniejszym lub większym stopniu dostosować, zwłaszcza gdy oryginalne libretto było zastępowane nowym. Celem pasticcio było głównie szybkie tworzenie nowych przedstawień, przy wykorzystaniu arii, które już cieszyły się szczególnym powodzeniem wśród publiczności. 
Termin "pasticcio" został użyty po raz pierwszy w 1742 roku w języku angielskim, a w 1795 roku - w języku włoskim. W czasach tych nie było ochrony praw autorskich, więc pasticcio nie był uważany za praktykę złą. Kompozycje, których już nie wykonywano, były szybko zapominane. Pasticcio pozwolił więc tchnąć „nowe życie” w muzykę, która wcześniej odnosiła szczególne sukcesy. Czasami już istniejące utwory solowe były wzbogacane o nowe fragmenty orkiestrowe; na przykład cztery pierwsze koncerty fortepianowe Wolfganga Amadeusza Mozarta (KV 37, 39, 40 i 41) składają się z części sonat na fortepian innych kompozytorów, które Mozart wzbogacił o partie orkiestrowe.
Przykładem pasticcia może być opera Mucjusz Scaevola, w której stworzeniu uczestniczył m.in. Georg Friedrich Händel, oraz L'oracolo in Messenia Vivaldiego, którą wystawiano w formie pasticcio, wykorzystując m.in. utwory Geminiana Giacomellego i Riccarda Broschiego. Znane są też trzy opery pasticcio do muzyki Rossiniego: Ivanhoe, Robert Bruce i Muzyczna pszczoła. 
Do gatunku pasticcia można też zaliczyć Mszę dla Rossiniego (Messa per Rossini), zbiorową kompozycję napisaną przez trzynastu wybitnych kompozytorów włoskich z inicjatywy Giuseppe Verdiego.